# Philodendron scandens
Philodendron scandens is een plant uit de aronskelkfamilie. De soort komt van nature voor in Centraal-Amerika en op de Antillen.
De soort werd beschreven door botanicus Karl Koch in 1853. De botanische naam Philodendron scandens is een synoniem voor Philodendron hederaceum beschreven door Heinrich Wilhelm Schott in 1856
Calciumoxalaat maakt deze plant giftig voor huisdieren.